# The Booth Brothers
The Booth Brothers é um grupo vocal cristão norte-americano do gênero Southern Gospel.

## História
O grupo iniciou-se em 1957, formado por quatro irmãos: Ron Booth (primeiro tenor), Charles Booth (segundo tenor), James Booth (barítono) e Wallace Booth (baixo), na cidade de Detroit, Michigan. Entretanto, inicialmente, a carreira do grupo foi curta e sem muita expressão, cantando apenas na região de Detroit, vindo a terminar em 1963. Ron passou a cantar em vários outros grupos, como The Toney Brothers, The Rebels, The Thrasher Brothers e The Stamps.
Em 1990, Ron ressuscitou o grupo com o mesmo nome, porém desta vez como um trio. Os outros integrantes eram seus filhos Michael e Ronnie Booth. Desta feita, Ron passou a cantar barítono, enquanto Michael encarregou-se do primeiro tenor e Ronnie ficou com a posição de segundo tenor. Em 1996 vieram os dois primeiros álbuns do grupo: Praise God Anyhow e One Of His Own.
Em 1998, Ron Booth deixou o grupo em definitivo, pouco depois de lançarem o álbum Will You Love Jesus More. Seu substituto foi Joseph Smith, ex-integrante do grupo Perfect Heart, lançando o primeiro álbum em 1999, intitulado Walkin' On The Good Side. O grupo passou a ser reconhecido ao participar repetidas vezes do Gand Ole Opry e também devido à parceria com o lendário compositor Mosie Lister.
Em 2002, Joseph Smith deixou o grupo para integrar o recém formado Mark Trammell Trio (posteriormente Mark Trammell Quartet). Seu substituto foi o jovem cantor e compositor Jim Brady. A entrada de Brady deu início à fase mais bem sucedida do grupo, com a assinatura de contrato com uma das maiores gravadoras do gênero, Spring Hill Records, e posteriormente com o Gaither Group, de Bill Gaither. Além disso, o grupo recebeu inúmeros prêmios pela Singing News Magazine e pela National Quartet Convention. A passagem de Brady pelo grupo foi tão marcante que muitos passaram a chamá-lo de Jim Booth, como se o mesmo fosse irmão de Michael e Ronnie.
A partir de 2010, em parceria com Greater Vision e Legacy Five, o grupo deu início à série de álbuns intitulada Jubilee, ganhando amplo reconhecimento dos fãs. Em 2012, o grupo lançou um álbum contendo canções clássicas escritas por Bill Gaither e sua esposa Gloria Gaither, intitulado A Tribute To The Songs Of Bill & Gloria Gaither. No ano seguinte, o trio juntou-se ao baixo Gene McDonald (Ex-Florida Boys) e o pianista Nick Bruno para lançar um álbum como quarteto, intitulado Quartet Style, partindo numa turnê que durou até meados de 2014. No final de 2014, após 12 anos, Jim Brady anunciou sua saída do grupo para formar um novo trio, Jim Brady Trio, junto com sua esposa Melissa Brady e o pianista Tim Parton (ex-Gold City e Legacy Five). Seu substituto foi Paul Lancaster, ex-integrante do The Martins e Palmetto State Quartet. O primeiro álbum lançado pelo grupo com Lancaster foi Still, no início de 2015.

## Integrantes e formações
Ao todo, 9 cantores passaram pelo grupo, divididos em 5 formações. Michael Booth e Ronnie Booth são os integrantes que há mais tempo estão no grupo, desde 1990. Joseph Smith foi o integrante que menos tempo permaneceu no grupo, apenas quatro anos, entre 1998 e 2002. A formação mais longa sem alterações foi a 4ª, com Michael, Ronnie e Jim Brady, que perdurou por 12 anos. A mais curta foi a 3ª, com Joseph Smith, apenas quatro anos.

### Integrantes atuais
- 1º Tenor - Michael Booth (1990-presente)
- 2º Tenor - Ronnie Booth (1990-presente)
- Barítono - Paul Lancaster (2014-presente)

### Ex-integrantes
1º tenor
- Ron Booth (1957-1963)

2º tenor
- Charles Booth (1957-1963)

Barítono
- James Booth (1957-1963)
- Ron Booth (1990-1998)
- Joseph Smith (1998-2002)
- Jim Brady (2002-2014)

Baixo
- Wallace Booth (1957-1963)

### Formações
1ª formação - 1957-1963:
- Ron Booth (1º tenor)
- Charles Booth (2º tenor)
- James Booth (barítono)
- Wallace Booth (baixo)

2ª formação - 1990-1998:
- Michael Booth (1º tenor)
- Ronnie Booth (2º tenor)
- Ron Booth (barítono)

3ª formação - 1998-2002:
- Michael Booth (1º tenor)
- Ronnie Booth (2º tenor)
- Joseph Smith (barítono)

4ª formação - 2002-2014:
- Michael Booth (1º tenor)
- Ronnie Booth (2º tenor)
- Jim Brady (barítono)

5ª formação - 2014-presente:
- Michael Booth (1º tenor)
- Ronnie Booth (2º tenor)
- Paul Lancaster (barítono)

## Discografia

### Álbuns de estúdio
- Praise God Anyhow (1996 - Michael Booth/R. Booth, Jr./Ron Booth, Sr.)
- One Of His Own (1996 - Michael Booth/R. Booth, Jr./Ron Booth, Sr.)
- Will You Love Jesus More (1998 - Michael Booth/R. Booth, Jr./Ron Booth, Sr.)
- Beyond The Cross (1998 - Michael Booth/R. Booth, Jr./Ron Booth, Sr.) - Relançado em 1999 com a voz de Joseph Smith.
- Walkin' On The Good Side (1999 - M. Booth/R. Booth, Jr./J. Smith)
- Treasure These Moments Vol. 1 (1999 - M. Booth/R. Booth, Jr./J. Smith)
- Treasure These Moments Vol. 2 (1999 - M. Booth/R. Booth, Jr./J. Smith)
- Pure And Simple Vol. 1 (1999 - M. Booth/R. Booth, Jr./J. Smith)
- Pure And Simple Vol. 2 (2000 - M. Booth/R. Booth, Jr./J. Smith)
- This Stage Of Grace (2001 - M. Booth/R. Booth, Jr./J. Smith)
- The Booth Brothers (2003 - M. Booth/R. Booth, Jr./J. Brady)
- Pure Southern Gospel (2004 - M. Booth/R. Booth, Jr./J. Brady)
- The Blind Man Saw It All (2005 - M. Booth/R. Booth, Jr./J. Brady)
- Trails To Paradise (2005 - M. Booth/R. Booth, Jr./J. Brady)
- Harmony (2006 - M. Booth/R. Booth, Jr./J. Brady)
- Christmas (2007 - M. Booth/R. Booth, Jr./J. Brady)
- Carry On (2007 - M. Booth/R. Booth, Jr./J. Brady)
- Room For More (2008 - M. Booth/R. Booth, Jr./J. Brady)
- Jubilee (2009 - M. Booth/R. Booth, Jr./J. Brady) - Em parceria com Greater Vision e Legacy Five.
- Jubilee 2 (2010 - M. Booth/R. Booth, Jr./J. Brady) - Em parceria com Greater Vision e Legacy Five.
- Declaration (2010 - M. Booth/R. Booth, Jr./J. Brady)
- Let It Be Known (2011 - M. Booth/R. Booth, Jr./J. Brady)
- Jubilee 3 (2012 - M. Booth/R. Booth, Jr./J. Brady) - Em parceria com Greater Vision e Legacy Five
- A Tribute To The Songs Of Bill & Gloria Gaither (2012 - M. Booth/R. Booth, Jr./J. Brady)
- Jubilee Christmas (2012 - M. Booth/R. Booth, Jr./J. Brady)
- Quartet Style (2013 - M. Booth/R. Booth, Jr./J. Brady) - Com participação de Gene McDonald e Nick Bruno como baixo e pianista convidados.
- Still (2015 - M. Booth/R. Booth, Jr./P. Lancaster)
- Between Here And Heaven (2016 - M. Booth/R. Booth, Jr./P. Lancaster)

### Álbuns ao vivo
- Live In Lakeland (2003 - M. Booth/R. Booth, Jr./J. Brady)
- Live At Oaktree (2009 - M. Booth/R. Booth, Jr./J. Brady)
- Greatest Hits Live (2013 - M. Booth/R. Booth, Jr./J. Brady)

### Compilações
- 10th Anniversary Classic Collection Vol. 1 (2000)
- Classic Collection Vol. 2 (2002)
- Hymns Pure And Simple (2006)
- 09 (2009)
- The Best Of The Booth Brothers (2012)

## Premiações e honrarias

### Singing News Fan Awards
O Singing News Fan Award é um prêmio concedido pela Singing News Magazine, revista especializada do gênero, aos artistas escolhidos pelo público. O prêmio é concedido desde 1970, e desde 2008 o Booth Brothers já recebeu 29 prêmios coletivos, e seus integrantes receberam 32 prêmios individuais em suas passagens pelo grupo, distribuídos em diversas categorias.

#### Prêmios coletivos
Grupo favorito
- 1 vez (2007)

Artista do ano
- 10 vezes (2008, 2009, 2010, 2011, 2012, 2013, 2014, 2015, 2016 e 2017)

Trio favorito
- 10 vezes (2008, 2009, 2010, 2011, 2012, 2013, 2014, 2015, 2016 e 2017)

Álbum do ano (4 vezes):
- Carry On (2008)
- Room For More (2009)
- Jubilee (2010 - Em parceria com Greater Vision e Legacy Five)
- Greatest Hits Live (2013)

Canção do ano (4 vezes):
- He Saw It All (2006)
- Look For Me (2008)
- What Salvation's Done For Me (2009)
- She Still Remembers Jesus' Name (2012)

NOTA: Os anos mencionados nos prêmios Álbum do Ano e Canção do Ano referem-se ao ano em que o prêmio foi concedido, e não ao ano em que o álbum ou música foi lançado.

#### Prêmios individuais
1º tenor favorito:
- Michael Booth (2008, 2009, 2010, 2011, 2012, 2013, 2014, 2015 e 2016)

2º tenor favorito:
- Ronnie Booth (2008, 2009, 2010, 2011, 2012, 2013, 2014, 2015, 2016 e 2017)

Barítono favorito:
- Jim Brady (2008, 2009, 2010, 2011, 2012, 2013, e 2014)

Cantor favorito:
- Ronnie Booth (2009, 2011, 2012, 2013, 2014 e 2015)

NOTA: Esta seção menciona apenas os prêmios recebidos pelos integrantes do Booth Brothers durante sua passagem pelo grupo. Alguns componentes podem ter outros prêmios de outras épocas.

### NQC Music Awards
O NQC Music Awards é um prêmio dado pela direção da National Quartet Convention, um dos maiores eventos do gênero. O prêmio é concedido desde 2012, e o Booth Brothers possui 3 prêmios coletivos, e seus e seus integrantes receberam 4 prêmios individuais em suas passagens pelo grupo.

#### Prêmios individuais
Grupo masculino do ano
- 2 vezes (2012 e 2013)

Canção do ano
- I Played In The Band And Sang In The Choir (2013)

NOTA: O ano mencionado no prêmio Canção do Ano refere-se ao ano em que o prêmio foi concedido, e não ao ano em que a música foi lançada.
Lead favorito:
- Ronnie Booth (2012 e 2013)

Barítono do ano:
- Jim Brady (2012 e 2013)

NOTA: Esta seção menciona apenas os prêmios recebidos pelos integrantes do Booth Brothers durante sua passagem pelo grupo. Alguns componentes podem ter outros prêmios de outras épocas.